# Margarita de Francia (actriz)
Margarita de Francia (Soria, Castilla y León, España) es una actriz de doblaje y docente española, conocida principalmente por dar voz a Marge Simpson en la versión española de Los Simpson.
De Francia asumió el papel de voz de Marge en 1996, después de que las dos actrices anteriores lo dejaran debido a problemas de voz. También hizo las voces de las hermanas de Marge, Patty y Selma y su madre Jacqueline.
Otras series y animaciones en las que esta actriz ha colaborado incluyen Princesa Mononoke, Twin Peaks, Stargate SG-1 y Parque Del sur.